# Juan Pablo Piña Kurczyn
Juan Pablo Piña Kurczyn (San Martín Texmelucan, 19 de enero de 1980) es un abogado, docente y político mexicano, miembro del Partido Acción Nacional (PAN). Se desempeñó como diputado federal por el 3.º distrito electoral federal de Puebla para el periodo de 2015 a 2018.

## Biografía
Nació en San Martín Texmelucan, Puebla en 1980; es hijo del exgobernador de Puebla, Mariano Piña Olaya. En 2003 obtuvo la licenciatura en derecho por la Universidad Iberoamericana. Posteriormente obtuvo una maestría en Derecho de la Empresa por la Universidad Pompeu Fabra de Barcelona, España y una maestría en Derecho Internacional con mención honorífica por la Universidad Panthéon-Assas de París, Francia.
Ha ejercido su profesión desempeñándose como litigante en diversos despachos de abogados, consejero jurídico para México y América Latina en Nokia y socio director de la firma "Piña Kurczyn Consultores Jurídicos" en la Ciudad de México. Entre 2006 y 2015 se desempeñó como docente de Derecho Internacional Privado y Derecho Corporativo en su alma mater.
Dentro de su trayectoria política ha sido miembro activo del Partido Revolucionario Institucional (PRI) desde 2000 hasta 2014; desempeñándose en cargos como secretario particular del representante del gobierno de Puebla en el Distrito Federal, asistente en la secretaría de elecciones del PRI y secretario general de la Fundación Colosio del PRI a nivel nacional.
En 2014 presentó su renuncia al Partido Revolucionario Institucional (PRI) y posteriormente ese mismo año comenzó su militancia en el Partido Acción Nacional (PAN), obteniendo el cargo de jefe de la oficina del exgobernador de Puebla, Rafael Moreno Valle. En 2015 se postuló como candidato a diputado por el 3.º distrito electoral federal de Puebla en las elecciones de ese mismo año; obteniendo la victoria frente a su rival más fuerte, la priista, Nancy de la Sierra Arámburo.
Dentro de San Lázaro obtuvo el cargo de presidente de la comisión de Fortalecimiento al Federalismo, secretario de la comisión de Sección Instructora y de la comisión para combatir el uso de recursos ilícitos en procesos electorales e integrante de las comisiones de Derechos Humanos, Gobernación, Jurisdiccional y Justicia.